# Liste der Monuments historiques in Saint-Sauvier
Die Liste der Monuments historiques in Saint-Sauvier führt die Monuments historiques in der französischen Gemeinde Saint-Sauvier auf.

## Liste der Bauwerke
| Bezeichnung     | Beschreibung                                 | Standort | Kennzeichnung | Schutzstatus | Datum | Bild           |
| --------------- | -------------------------------------------- | -------- | ------------- | ------------ | ----- | -------------- |
| Kapelle St-Rémy | Wallfahrtskapelle, erbaut im 17. Jahrhundert | (Lage)   | PA00125272    | Inscrit      | 1993  | weitere Bilder |

## Liste der Objekte
| Bezeichnung                             | Beschreibung                                                                                        | Standort                        | Kennzeichnung | Schutzstatus | Datum | Bild |
| --------------------------------------- | --------------------------------------------------------------------------------------------------- | ------------------------------- | ------------- | ------------ | ----- | ---- |
| Balustrade                              | Holz (?), Stein (?)                                                                                 | in der Kapelle St-Rémy (Lage)   | PM03001643    | Inscrit      | 1992  |      |
| Skulptur der heiligen Maria-Magdalena   | Kalkstein, 16. Jahrhundert                                                                          | in der Kapelle St-Rémy (Lage)   | PM03000647    | Classé       | 1995  |      |
| Gedenktafel (Fotos in der Base Palissy) | Gedenktafel zur Erinnerung an die Messstiftung von Marguerite le Groing de la Romagère, Stein, 1410 | in der Kapelle St-Rémy (Lage)   | PM03000478    | Classé       | 1918  |      |
| Tabernakel                              | Holz (?)                                                                                            | in der Kapelle St-Rémy (Lage)   | PM03001642    | Inscrit      | 1992  |      |
| Skulptur des Johannes des Täufers       | Holz, polychrom gefasst                                                                             | in der Kapelle St-Rémy (Lage)   | PM03001644    | Inscrit      | 1992  |      |
| Skulptur der heiligen Veronika          | Holz, polychrom gefasst                                                                             | in der Kapelle St-Rémy (Lage)   | PM03001645    | Inscrit      | 1992  |      |
| Skulptur des heiligen Sauvier           | | in der Kirche St-Salvère (Lage) | PM03001646    | Inscrit      | 1992  |      |
| Skulptur der heiligen Marguerite        | | in der Kirche St-Salvère (Lage) | PM03001647    | Inscrit      | 1992  |      |